# زهره (هندیجان)
زهره شهری از توابع بخش چم خلف‌عیسی، شهرستان هندیجان، در استان خوزستان است و در سال ۱۳۹۵، تعداد ۱،۱۹۲ نفر جمعیت داشته‌است. شهر زهره در حد فاصل شهرستان‌های بندر ماهشهر و هندیجان قرار گرفته است. این شهر مرکز بخش چم خلف عیسی بوده و در بهمن ماه سال 1384 با تصمیم دولت نهم و انجام تقسیم‌بندی جدید کشوری از دهستان به شهر تغییر وضعیت داده و بدین ترتیب نام چم خلف عیسی به شهر زهره که بر گرفته از رودخانه زهره است، تبدیل گردید.